# 3964 Danilevskij
3964 Danilevskij је астероид главног астероидног појаса чија средња удаљеност од Сунца износи 2,756 астрономских јединица (АЈ).
Апсолутна магнитуда астероида је 13,0.